# ペプシコ
ペプシコ（英語: PepsiCo, Inc.）は、ニューヨーク州ハリソン町に本社を置くアメリカの多国籍食品・スナック・飲料企業である。ペプシコは、穀物ベースのスナック食品、飲料、その他の製品の製造、マーケティング、流通事業を行っている。1965年にペプシコーラ社（Pepsi-Cola Company）とフリトレー社の合併により設立された。その後、1998年にトロピカーナ・プロダクツを買収し、2001年にはクエーカーオーツ社を買収し、「ゲータレード」ブランドを傘下に収め、「ペプシ」ブランドだけでなく、より幅広い食品・飲料ブランドへと拡大してきた。
2012年1月26日現在、ペプシコの22ブランドの小売売上高は10億ドル以上であり、ペプシコの製品は200カ国以上で流通しており、年間の純売上高は433億ドルに達している。純売上高ベースでは、ペプシコはネスレに次ぐ世界第2位の食品・飲料事業者である。北米では、ペプシコは純収益で食品・飲料事業で最大の企業である。
1919年以来ニューヨーク証券取引所に上場してきたが、2017年12月に上場先をNASDAQへと変更した。ティッカーシンボルはPEPである。

## 主なブランド
- ペプシ
- レイズ
- ドリトス
- トロピカーナ・ジュース
- ゲータレード
- マウンテンデュー
- セブンアップ